# Лайх, Ангела Изабелла
Ангела Изабелла Лайх, (нем. Angela Isabella Laich; род. 24 марта 1963, Штутгарт) — современный немецкий скульптор, магистр искусств, работает в области скульптуры: бронза, мрамор, цемент, стеатит, дерево, керамика, гипс, пластик, — а также графики и рисунка: триптих «Юридическое убийство», 1999
, иллюстрации книг Гельмута Хаасиса

## Биография
В настоящее время вольная художница.